# Нижневская волость
Ни́жневская волость — административно-территориальная единица в составе Стародубского уезда.
Административный центр — село Нижнее.

## История
Волость образована в ходе реформы 1861 года.
В ходе укрупнения волостей, 26 мая 1923 года Нижневская волость была упразднена, а её территория включена в состав Стародубской волости.
Ныне территория бывшей Нижневской волости входит в состав Стародубского и Клинцовского районов Брянской области.

## Административное деление
В 1919 году в состав Нижневской волости входили следующие сельсоветы: Горчаковский, Душкинский, Кирковский, Литовский, Логоватовский, Медвёдовский, Нижневский, Селищанский, Чубковичский, Ярцевский.